# Ишимбайский завод мобильной и буровой техники
ООО «Промышленное нефтегазовое объединение» (ПНГО) — предприятие нефтегазового машиностроения.
Адрес: 453204, Республика Башкортостан, город Ишимбай, Богдана Хмельницкого, 2а.
За время своего существования завод освоил и производил такие средства механизации для ремонтов жилого фонда, как: станки строгальные четырёхсторонние, станки заточные, станки для нарезки резьб на трубах, станки сверлильно-пазовальные, станки для заточки пил, установки битумные, траллеры грузоподъёмностью 40 тонн, установки штукатурные, формы металлические для железобетонных изделий, леса строительные безболтовые, комплект оборудования для изготовления штучного паркета (всего около 40 наименований продукции).На сегодняшний день завод занимается производством подъёмных агрегатов для ремонта и бурения нефтяных и газовый скважин типа А50,УПА-60,УПА-60/80,УПА-80М и УПА-100.

## История
Согласно Постановлению Совета Министров РСФСР и приказа Министерства жилищно-коммунального хозяйства от 30.10.1967 года, институт «Гидрокоммунстрой» спроектировал для размещения в городе Ишимбае завод по изготовлению нестандартного оборудования и монтажных заготовок.
По решению Госплана и Министерства жилищно-коммунального хозяйства РСФСР в системе «Росглавремстрой» в 1971 году было начато строительство Ишимбайского экспериментально-механического завода.
Директором строящегося, а затем и действующего завода назначили Николая Филипповича Липаева, сформировавший трудовой коллектив нового завода. Липаев 23 года руководил экспериментальным заводом (в 1971—1994 гг.).
Два года спустя, 15 июня 1973 года, на полтора месяца раньше намеченного срока, была введена в эксплуатацию первая очередь экспериментально-механического завода. Со сдачей в эксплуатацию первой очереди предприятия, ИЭМЗ был введён в строй действующих.
2 июля 1973 года был изготовлен первый станок С26-2, предназначенный для четырёхстороннего плоскостного и профильного строгания досок и брусков. К 19 января 1979 года их было выпущено уже 1000 штук, а за три десятилетия — около восьми тысяч.
С 1975 года, вплоть до 1992-го, заводчане построили для собственных нужд пять жилых домов на 367 квартир.
Во время летних каникул всем желающим предоставлялись путевки в загородный пионерский лагерь.
В 1977 году открылся медицинский пункт, возглавленный Верой Ивановной Студеновой.
В 1980 году заводчане открыли столовую на 150 мест. Заведующей столовой стала Зинаида Васильевна Сосницкая, проработавшая здесь многие годы до ухода на заслуженный отдых и за добросовестный труд удостоенная звания «Заслуженный работник советской торговли».
В 1992 году ввели в эксплуатацию детский сад с бассейном на 190 мест. Первой заведующей этого учреждения стала Нина Михайловна Полякова, много сил и стараний отдавшая воспитанию детей заводчан.
В 1993 году предприятие получило статус Акционерного общества «Ишимбайский станкостроительный завод», а в 1997 году — ОАО «Ишимбайский станкостроительный завод».
2005 год характеризуется банкротством предприятия. Появилась новая структура по управлению заводом. Предприятие было поделёно на семь компаний в составе ООО «Машиностроительное объединение „Ишимбайский экспериментально-механический завод“». В 2008 году завод приобрело ОАО «Промышленное нефтегазовое объединение», основанное в 2004 году, которое создало группу компаний из предприятий: ООО «Машиностроительное объединение „Ишимбайский экспериментально-механический завод“», ООО «Ишимбайский станкозавод», ООО «Производственная фирма „Вагонжилстрой“» и ООО «Предприятие нефтегазового оборудования».
В 2017 на базе завода образовано новое предприятие — Ишимбайский завод мобильной и буровой техники.

## Деятельность
В настоящее время ИЗМБТ выпускает следующую продукцию: агрегаты типа А50М,УПА-60/80,УПА-100, жилые вагоны-бытовки, автомобили КрАЗ, гидроманипуляторы..